# ハンバッハ鉱山

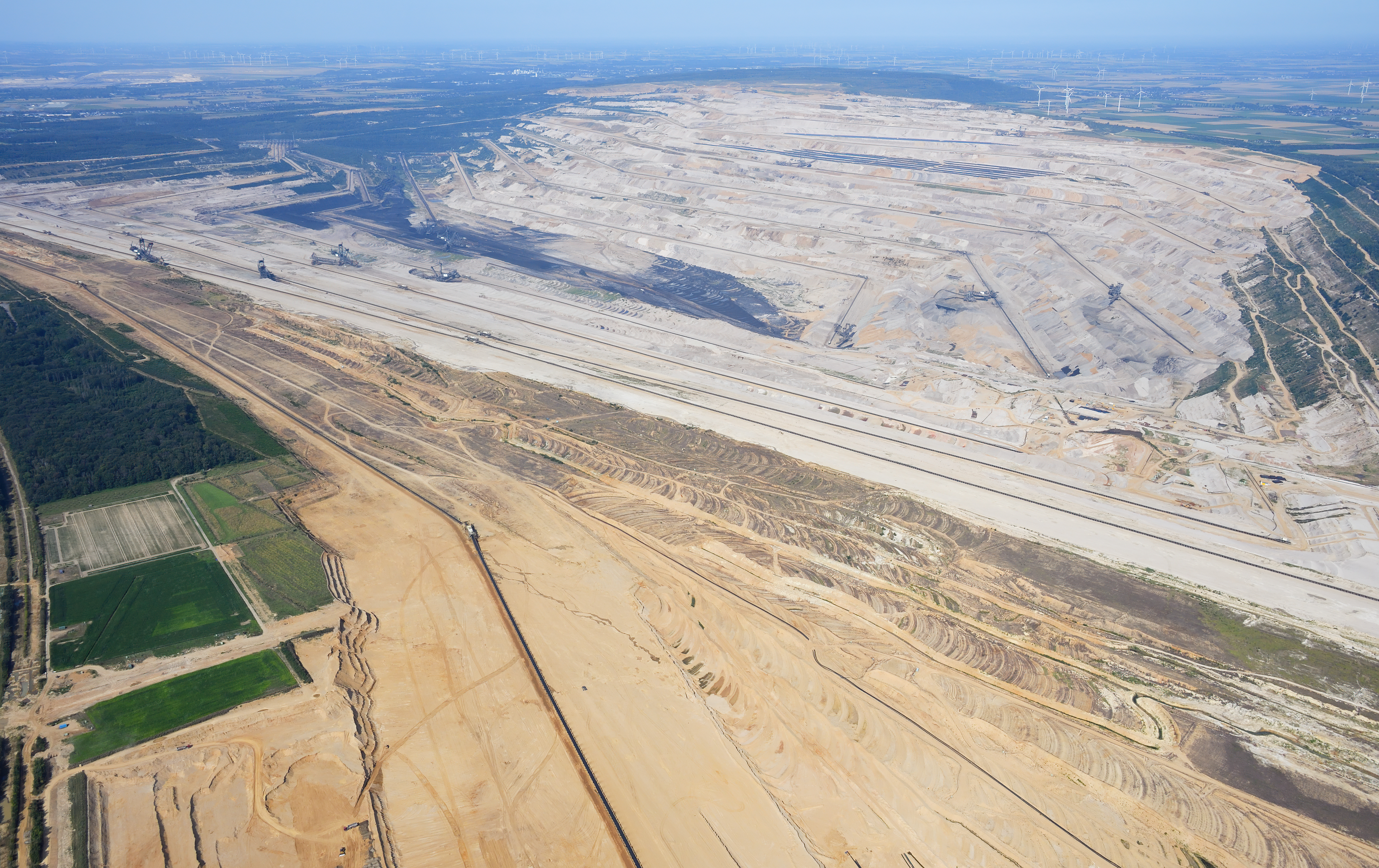
ハンバッハ鉱山の航空写真

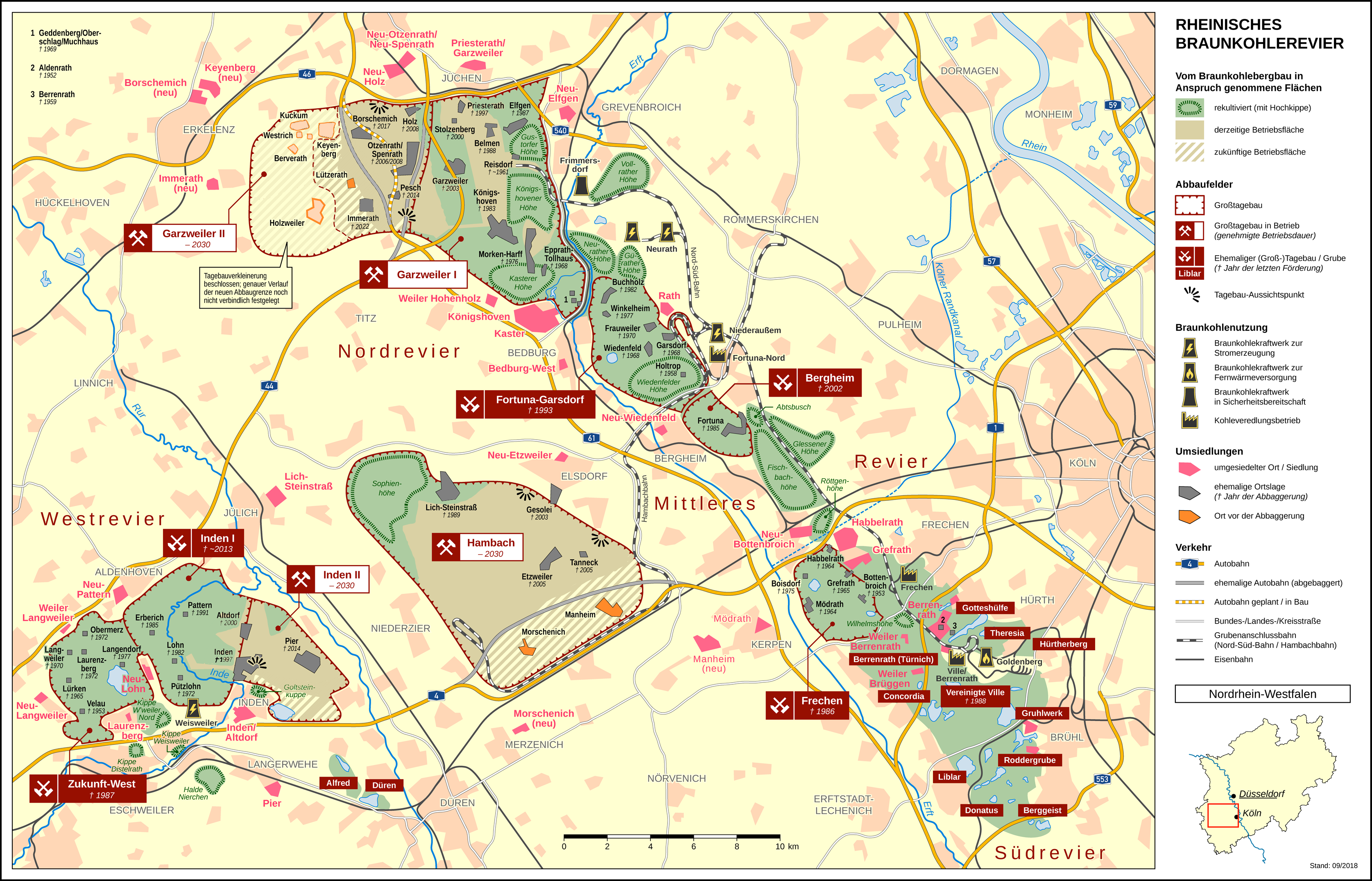
ライン川流域における露天採掘鉱山の分布。中央付近がハンバッハ。東のフォルトゥナ・ガルスドルフ、ベルクハイムなどの露天掘り鉱山はすでに操業を終え、1980年代から1990年代以降はハンバッハのほか北のガルツヴァイラー鉱山、西のインデン鉱山の開発が本格化している。灰色は集団移転した村、オレンジはこれから集団移転する村、ピンク色は移転先の新しい集落。

ハンバッハ鉱山（ドイツ語: Tagebau Hambach）は、ドイツ・ノルトライン＝ヴェストファーレン州エルスドルフにある大型露天採掘鉱山である。エネルギー会社のRWEによって運営され、年間約4000万トンの亜炭（褐炭）を産出している。ケルンの西約35kmにある。

## 歴史
1974年に採掘計画が承認され、1978年10月15日に採掘が開始されると、1984年1月に最初の亜炭が採掘された。現在の面積は33.89 km2であるが、85 km2が鉱区として承認されている。2013年には採掘地域が南東方向に拡大された。
この採掘によりすでに4つの村が集団移転し、今後は採掘場の南方拡大でさらに2つの町が集団移転を予定している。この地にあったハンバッハの森はほぼ伐採されたが、その過程では多くの活動家が大木にツリーハウスを作って不法占拠を行い伐採に抵抗した。
RWEは、2018年10月15日に残る200haの森林の半分について伐採を始めると発表。同年9月には警察が活動家らの強制退去に着手しツリーハウスは解体された。しかしながら一方、同年10月5日には裁判所が活動家の訴えを認めて、伐採計画をめぐる環境訴訟の審理にはさらなる時間を要するとして伐採の差し止めを命じる判断を示した。RWEは、環境訴訟が最終的に決着するのは2020年後半になるとしている。
採掘終了は当初は2040年代を予定していたが、褐炭の発電利用の効率化によりさらに鉱山の寿命は延びることが予想されている。採掘終了後は、採掘場跡の盆地は広大な人工湖になる予定である。

## 地理
鉱山の南東端の標高は106mだが、採掘場の底部は海面より低く、-293m（約961ft）に達する。自然地形に限定すればヨーロッパの最低標高地点はデンマークのラメフィオーアやオランダのザイトプラスポルダー（いずれも-7m）だが、「太陽の当たる（自然/人工を問わない）地形」に条件を緩和すればハンバッハ鉱山が最低標高地点である。「人工地形」におけるヨーロッパ最低標高地点はロシアのコラ半島超深度掘削坑（-12,261m）である。鉱山を運営するRWEは、近隣の石炭火力発電所まで自社の貨物専用鉄道を保有している。

## ギャラリー

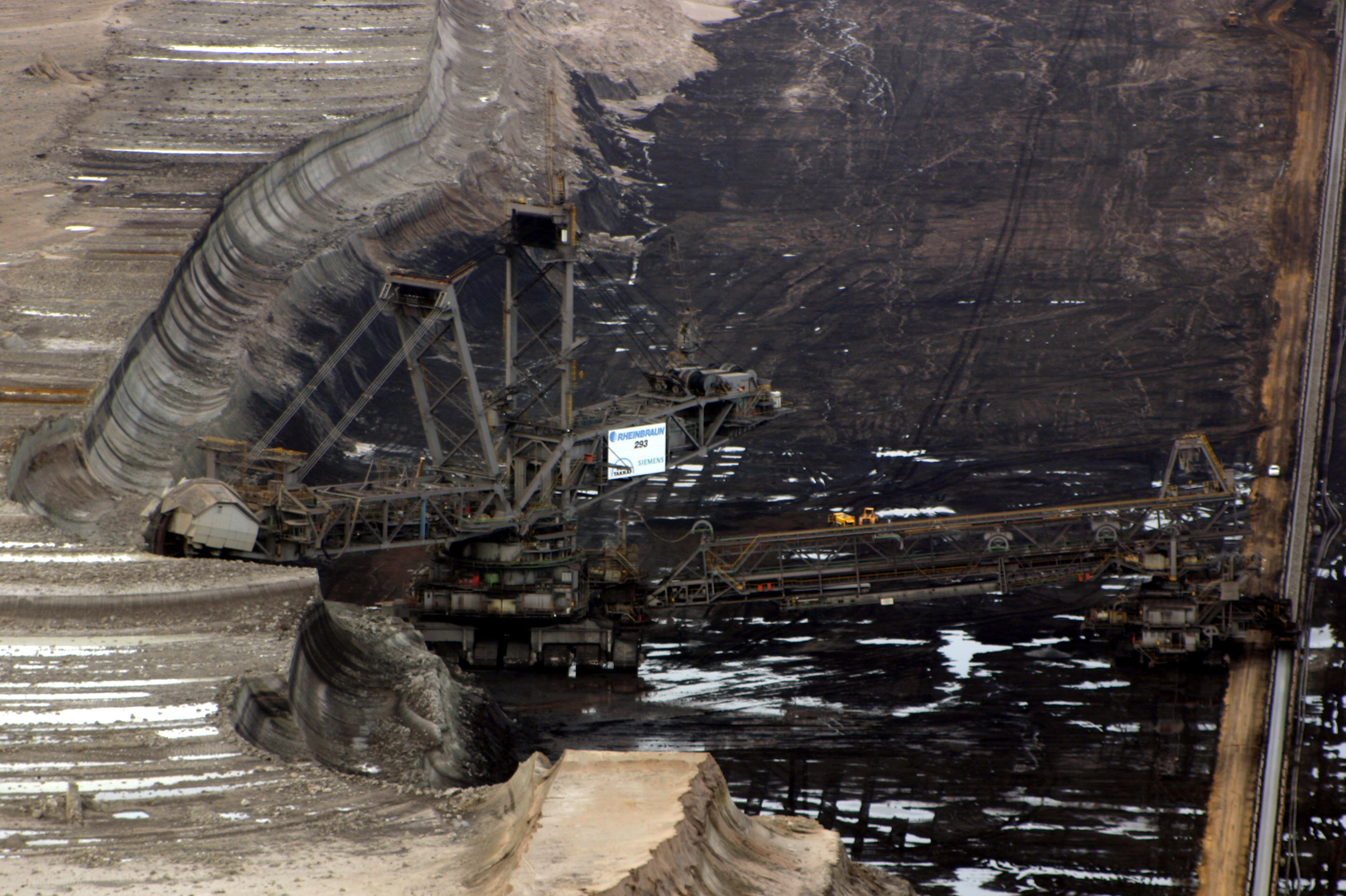
露天採掘に用いられるバケットホイールエクスカベーター。「バーガ293」は全長225m/全高96m、総重量1万4200tの人類史上最大の自走機械である。
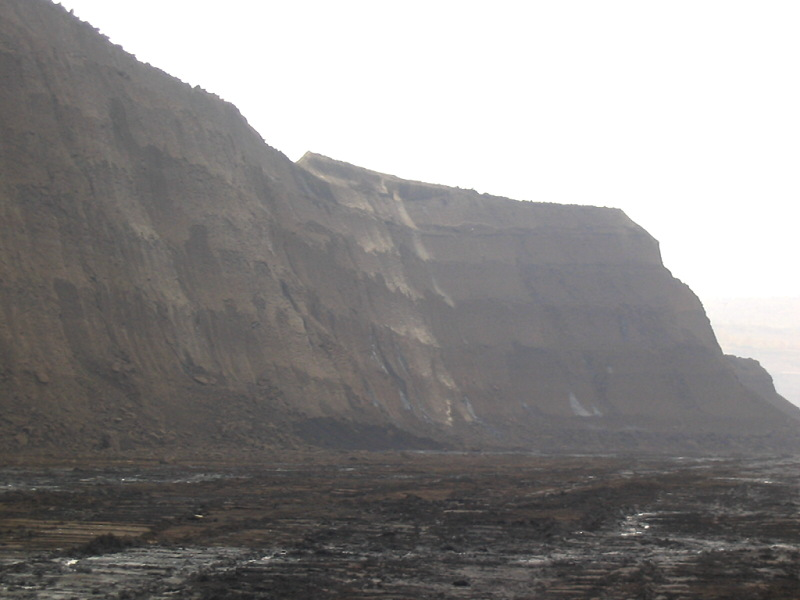
ハンバッハにおける褐炭
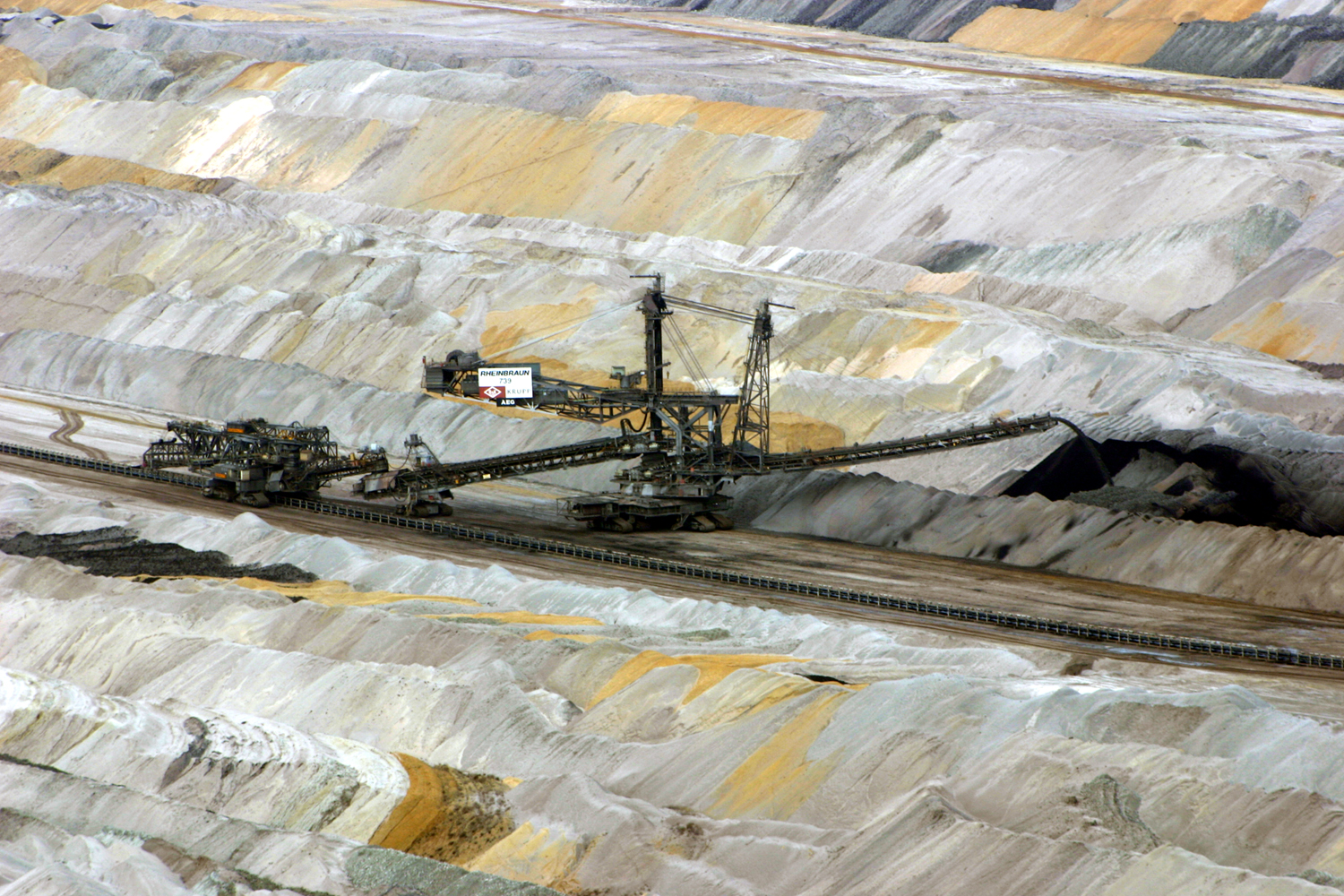
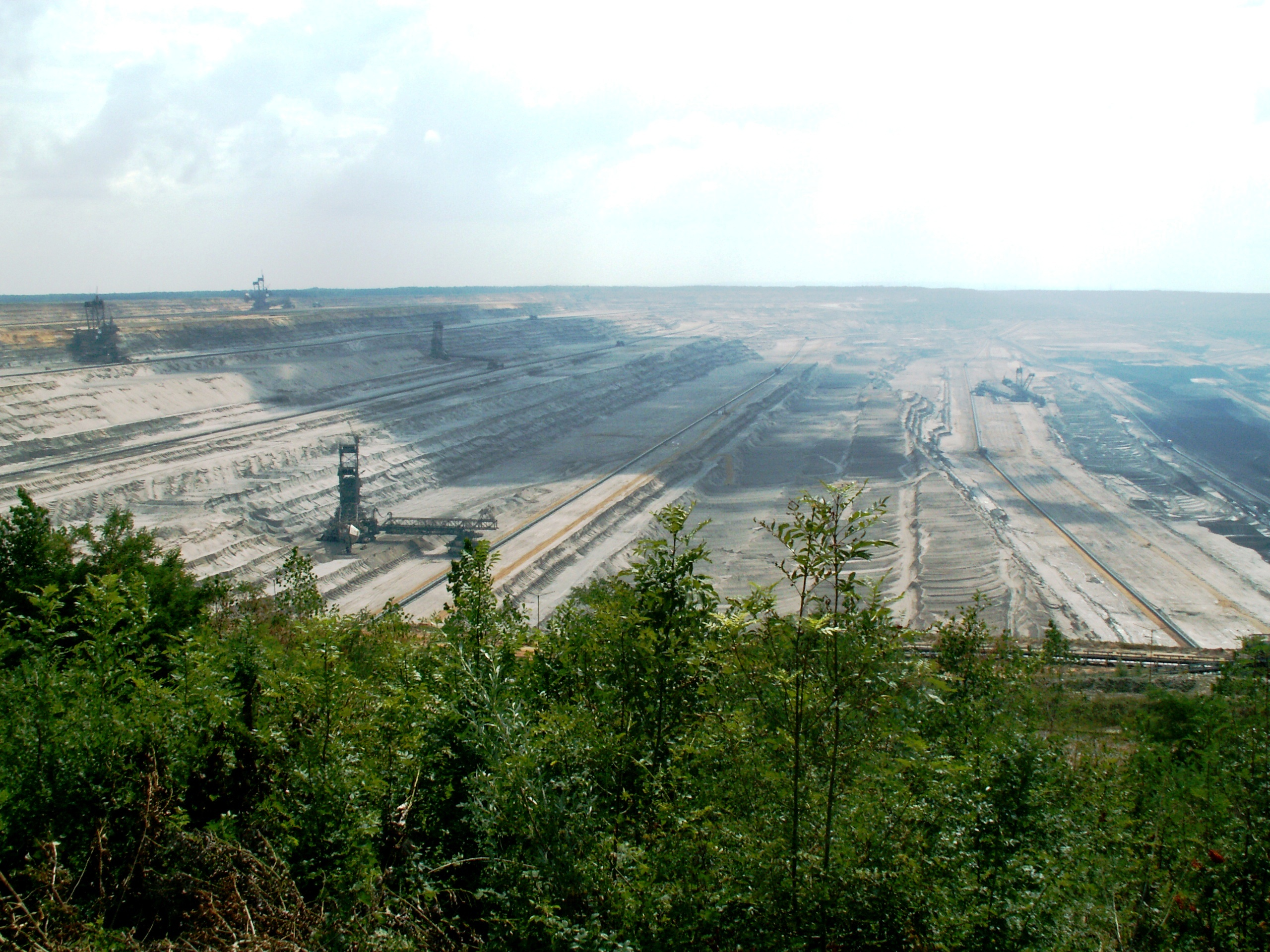
階段状になった採掘場
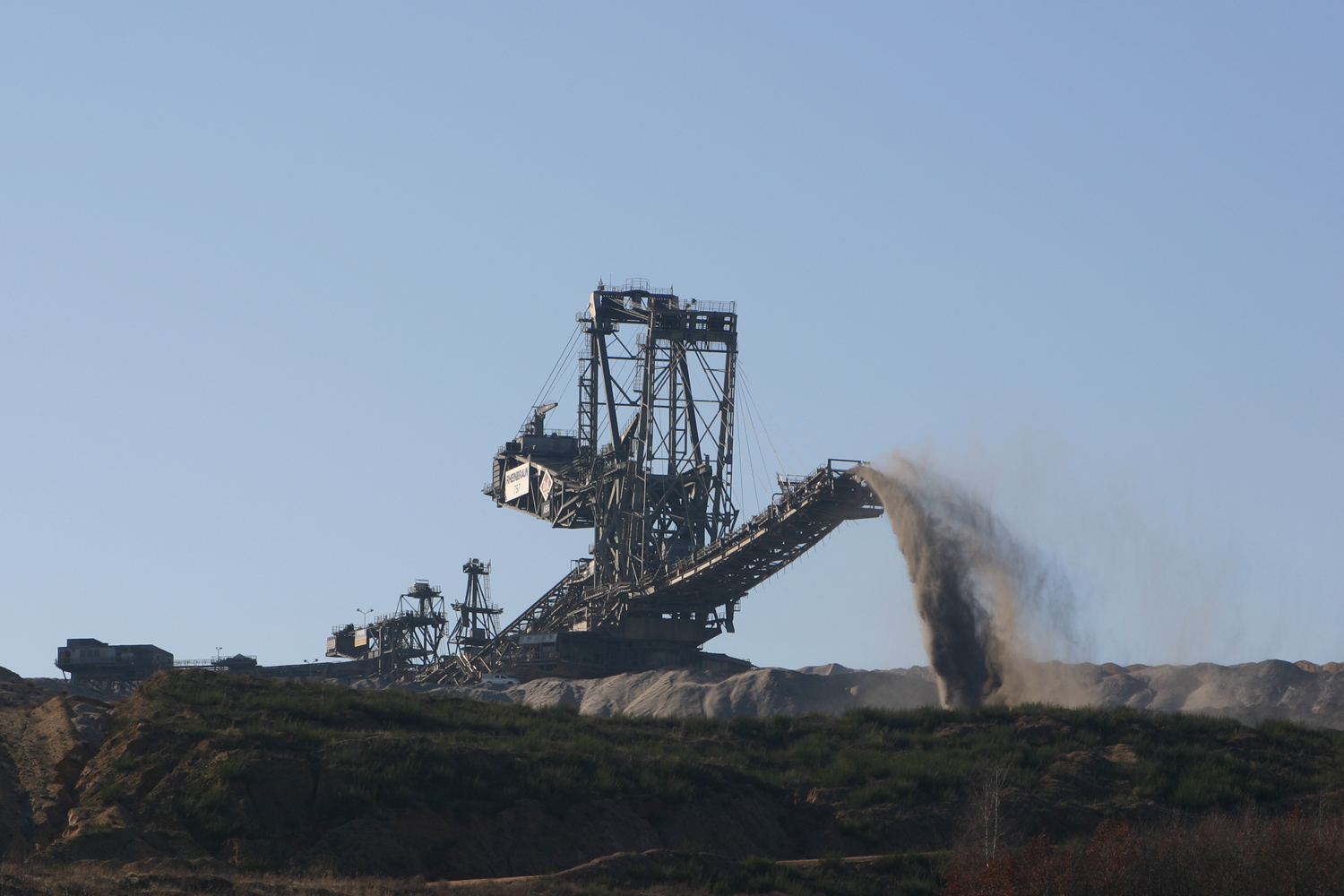
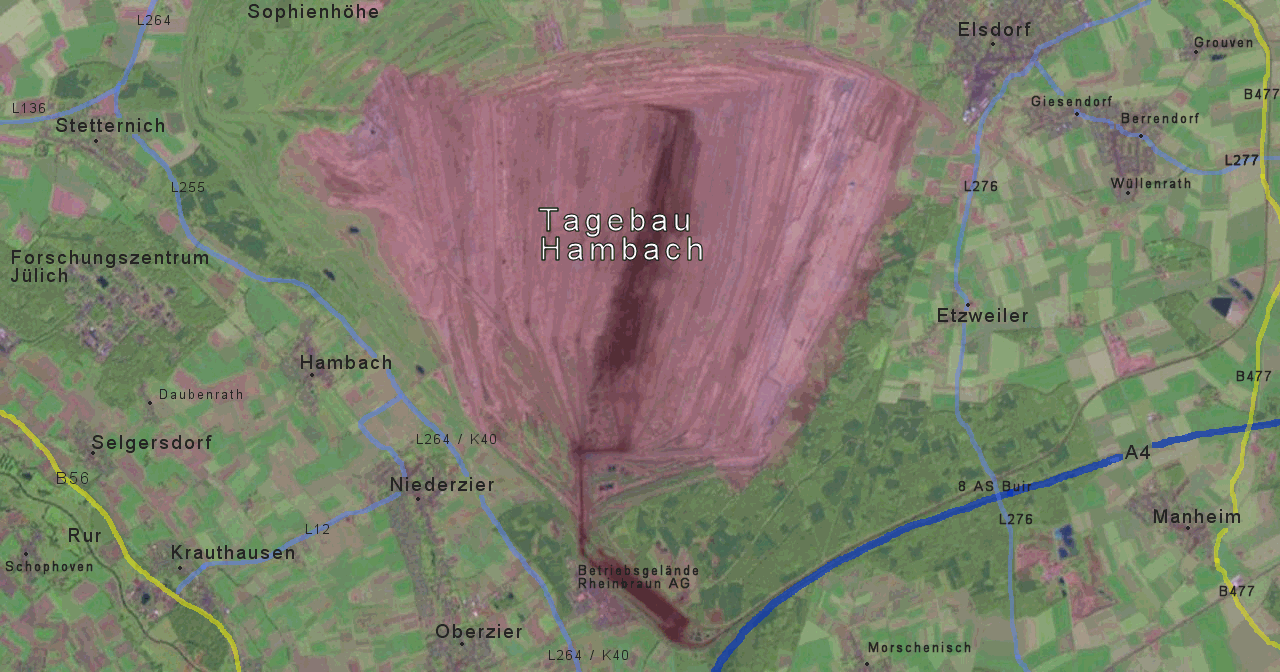
周辺の町、道路、河川と採掘場
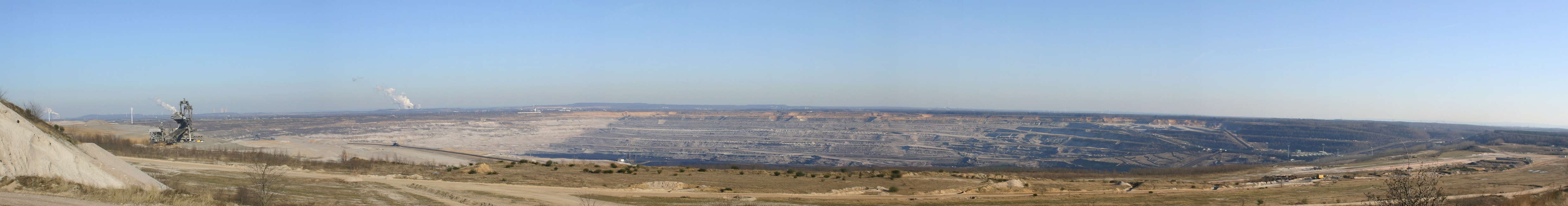
鉱山全体のパノラマ写真